# Восточный Тимор на зимних Олимпийских играх 2014
Восточный Тимор  принимал участие в зимних Олимпийских играх 2014 года, которые проходили в Сочи с 7 по 23 февраля. Это была первая зимняя Олимпиада в истории страны. Сборную представлял один горнолыжник.

## Горнолыжный спорт
Тиморский горнолыжник французского происхождения Йоанн Гутт Гонсалвеш квалифицировался на Олимпиаду 29 декабря 2013 года, после соревнований в Сербии. Он смог понизить количество своих очков fis ниже планки в 140 очков, что автоматически означало выполнение квалификационного норматива. При этом Гонсалвеш стал первым тиморским спортсменом (на всех Играх, включая и летние), который квалифицировался на Олимпиаду, выполнив норматив, а не получив специальное приглашение.
Мужчины
| Спортсмен            | Дисциплина | 1-я попытка         | 2-я попытка         | Всего   | Отставание | Место |
| -------------------- | ---------- | ------------------- | ------------------- | ------- | ---------- | ----- |
| Йоанн Гутт Гонсалвеш | Слалом     | 1:09.01 (+22.31) 77 | 1:21.88 (+27.94) 43 | 2:30.89 | +49.05     | 43    |